# Velodroom Zurenborg
Velodroom Zurenborg – nieistniejący już tor kolarski w Antwerpii (na osiedlu Zurenborg), w Belgii. Obiekt istniał w latach 1894–1910. Długość toru kolarskiego wynosiła 400 m. W latach 1894 i 1905 odbyły się na nim mistrzostwa świata w kolarstwie torowym.

## Historia
W 1894 roku w Antwerpii organizowana była wystawa światowa, w ramach której zaplanowano również kongres i zawody kolarskie. Było to impulsem do powstania w mieście nowego welodromu. 18 stycznia 1894 roku powstała spółka akcyjna Société Anonyme Vélodrome d'Anvers, której udało się doprowadzić do wybudowania toru kolarskiego. Obiekt został uroczyście otwarty w maju 1894 roku. Powstał on na osiedlu Zurenborg, na terenie wydzierżawionym od lokalnej spółki budującej w okolicy domy mieszkalne. Arenę wyposażono w 400-metrowy tor kolarski i dwie zadaszone trybuny, poza którymi istniało również kilka tysięcy niezadaszonych miejsc stojących.
W sierpniu 1894 roku na torze odbyła się druga edycja mistrzostw świata w kolarstwie torowym dla amatorów, zorganizowana w ramach trwającej w mieście wystawy światowej. Budowa toru okazała się być udanym pomysłem, był on często wykorzystywany, nie tylko do zawodów kolarskich, ale również przy okazji innych wydarzeń sportowych. Szczególnie zadowolona z nowej areny była spółka budowlana, dla której obiekt stanowił znakomitą reklamę okolicy. W kolejnych latach funkcjonowania toru główną imprezą kolarską, jaka odbywała się na welodromie, były zawody Grand Prix d’Anvers, organizowane przy okazji miejskiego festynu. W zamian za udzielenie publiczności darmowego wstępu, organizatorzy zawodów otrzymywali od miasta dotacje na ich przeprowadzenie. W latach 1897–1903 na boisku wewnątrz toru swoje spotkania rozgrywali piłkarze Antwerp Football Club. Zimą organizowano tu lodowisko. W lipcu 1905 roku na torze po raz drugi odbyły się mistrzostwa świata w kolarstwie torowym.
1 października 1905 roku wygasł kontrakt na dzierżawę terenu. Był on odtąd przedłużany na krótsze okresy, ale jasnym stało się, że w niedalekiej przyszłości spółka budowlana zechce na tym terenie wybudować kolejne budynki mieszkalne. Już w 1905 roku zmieniono położenie bramy wejściowej, przybliżając ją do welodromu, tak by zrobić miejsce pod budowę nowych mieszkań. Ostatecznie obiekt został zamknięty i rozebrany w 1910 roku. W jego miejscu następnie powstały domy mieszkalne, a jedna z ulic która przechodzi przez teren dawnego toru nosi nazwę „Velodroomstraat”. W 1911 roku otwarto nowy tor kolarski przy Apollostraat (około kilometr na zachód), który również nazywano „Zurenborg”, choć znajdował się on już na innym osiedlu. Obiekt ten zakończył funkcjonowanie w trakcie I wojny światowej.